# Список угод Конфедеративних Штатів Америки
Самопроголошені Конфедеративні Штати Америки (англ. Confederate States of America; неофіційно — Конфедера́ція, англ. Confederacy) не могли укладати угод з іншими суверенними державами, позаяк не мали міжнародно-правового визнання. Втім, за час свого існування КША все ж таки підписали декілька угод із корінними індіанцями, які проживали на їх території.  

## Установлення дипломатичних відносин
Конфедерати намагалися встановити дипломатичні відносини з Великою Британією та Францією, але всі їхні потуги звелись нанівець після битви при Антітемі: за рішенням британських прем'єр-міністрів Генрі Темпла і Джона Рассела плановане визнання КША було відкладено з економічних міркувань. Пізніше, після появи повідомлень про емансипацію темношкірих рабів, уряди європейських країн офіційно перейшли на бік Сполучених Штатів. Папа Римський Пій IX у своїм листі до Джефферсона Девіса назвав його «президентом», через що згодом Конфедерація наголосила про визнання своєї незалежности з боку Ватикану. Пізніше Святий Престол спростував їхню заяву.
1861 року КША надали Альбертові Пайкові, комісару з питань усіх індіанських племен на захід від Арканзасу та на південь від Канзасу, право проводити перемовини та укладати угоди з корінними індіанськими племенами, які проживають на даній території. Загалом, у період між липнем та жовтнем 1861 року, Пайк уклав дев'ять угод з індіанськими племенами.
Укладання кожної угоди означало встановлення миру між корінним населенням і Конфедеративними Штатами. Також, із кількома племенами було укладено наступальні та оборонні союзи, частина племен офіційно втрачали свій суверенітет і переселялись у резервації. Для семінолів було збережено їхні кордони, чокто зобов'язали торгувати тільки з конфедератами, а черокі гарантували збереження встановлених Конгресом США мит на торгівлю. Більшу кількість племен зобов'язали жити мирно одне з одним, а суперечки вирішувати за допомогою судової системи Конфедерації.
Конгрес Конфедеративних Штатів ратифікував усі угоди впродовж того ж року. Конгрес також редагував більшість угод, аби посилити умови Півдня. Винятком стали п'ять цивілізованих племен. Попри це, чокто й чикасо воювали здебільшого на боці КША, крики та семіноли — із так званим Союзом, а у черокі спалахнула громадянська війна між лояльними до Конфедерації (більшістю) і меншістю, що орієнтувалася на Союз.
Після завершення Громадянської війни було укладено нові угоди, цього разу зі США. Більшу частину положень збережено, за винятком доданих вимог про скасування рабства, передавання земель і господарства відповідного штату, переселення індіанців у певні резервації.

## Угоди
Розташовано за датою укладання.
| Укладання      | Назва угоди | Сторона(и)                                           | Ратифікація Конгресу | Основні положення | Джерело |
| -------------- | --- | ---------------------------------------------------- | -------------------- | --- | ------- |
| 10 липня 1861  | Угода про дружбу та союз із нацією індіанців | Крики                                                | 21 грудня 1861       | Укладено наступальний та оборонний союз, крики втрачають свій суверенітет та переходять під заступництво Конфедерації, кордони встановлено за річкою Арканзас.       | [ 13 ]  |
| 12 липня 1861  | Угода про дружбу та союз із індіанськими націями чокто й чикасо | Чокто Чикасо                                         | 20 грудня 1861       | Укладено наступальний та оборонний союз, чокто й чикасо втрачають свій суверенітет та переходять під заступництво Конфедерації, торгівля дозволена тільки з Півднем. | [ 14 ]  |
| 1 серпня 1861  | Угода про дружбу та союз із нацією червоних чоловіків | Семіноли                                             | 20 грудня 1861       | Укладено мир, семіноли переходять під заступництво Конфедерації, межі проживання племені не змінено.                                                                 | [ 15 ]  |
| 12 серпня 1861 | Угода зі смугою Пен-е-теґ-са з Не-ум і племенами зі смуг Віч-і-Таса, Кадо-Ха-да-чо, Векосом, Та-хуа-ка-ро, А-на-даґ-кос, Тон-ка-ва, Ай-о-наес, Кі-чейс, Шоні та Делавер                      | Команчі Вічита Кедо Вако Тонкава Кічай Шоні Делавари | 21 грудня 1861       | Племена переходять під повний контроль Конфедеративних Штатів Америки, запроваджено резервації.                                                                      | [ 16 ]  |
| 12 серпня 1861 | Угода з групами Не-Ко-Ні, Та-Ней-Ве, Ко-Чо-Тіх-Ка та Я-Па-Рі-Ка або команчами прерій і застійної рівнини                                                                                     | Команчі                                              | 21 грудня 1861       | Укладено мир між цими племенами, а також союз усіх груп із Конфедерацією; управління переходить до уряду Техасу.                                                     | [ 17 ]  |
| 2 жовтня 1861  | Угода з племенем індіанців Великого Осейджу | Осейджі                                              | 20 грудня 1861       | Осейджі коряться Конфедерації; гарантується, що територію племен не буде приєднано до жодного штату.                                                                 | [ 18 ]  |
| 4 жовтня 1861  | Угода з племенем сенека, раніше відомого як сенека Сандаски, та шоні з племені чи Конфедерації Сенека та Шоні, раніше відомі як сенека та шоні з Льюїстауна, чи змішані групи Сенека та Шоні | Сенека Шоні                                          | 21 грудня 1861       | Племена втрачають суверенітет, зобов'язуються жити в мирі з іншими племенами під заступництвом Півдня, або в союзі з ним.                                            | [ 19 ]  |
| 4 жовтня 1861  | Угода з племенем індіанців куапо | Квапо                                                | 21 грудня 1861       | Укладено мир, плем'я переселено в резервації. | [ 20 ]  |
| 7 жовтня 1861  | Угода про дружбу та союз із нацією черокі | Черокі                                               | 11 грудня 1861       | Укладено наступальний та оборонний союз, черокі втрачають суверенітет, гарантується збереження мит на рівні, що був установлений США.                                | [ 21 ]  |